# Friedrich Conradi
Friedrich Conradi (* 1671; † 1750) war ein deutscher Baumeister und Ingenieur, der Bauleiter bei der Errichtung der Stadt Sieburg, heute Bad Karlshafen, war.

## Leben

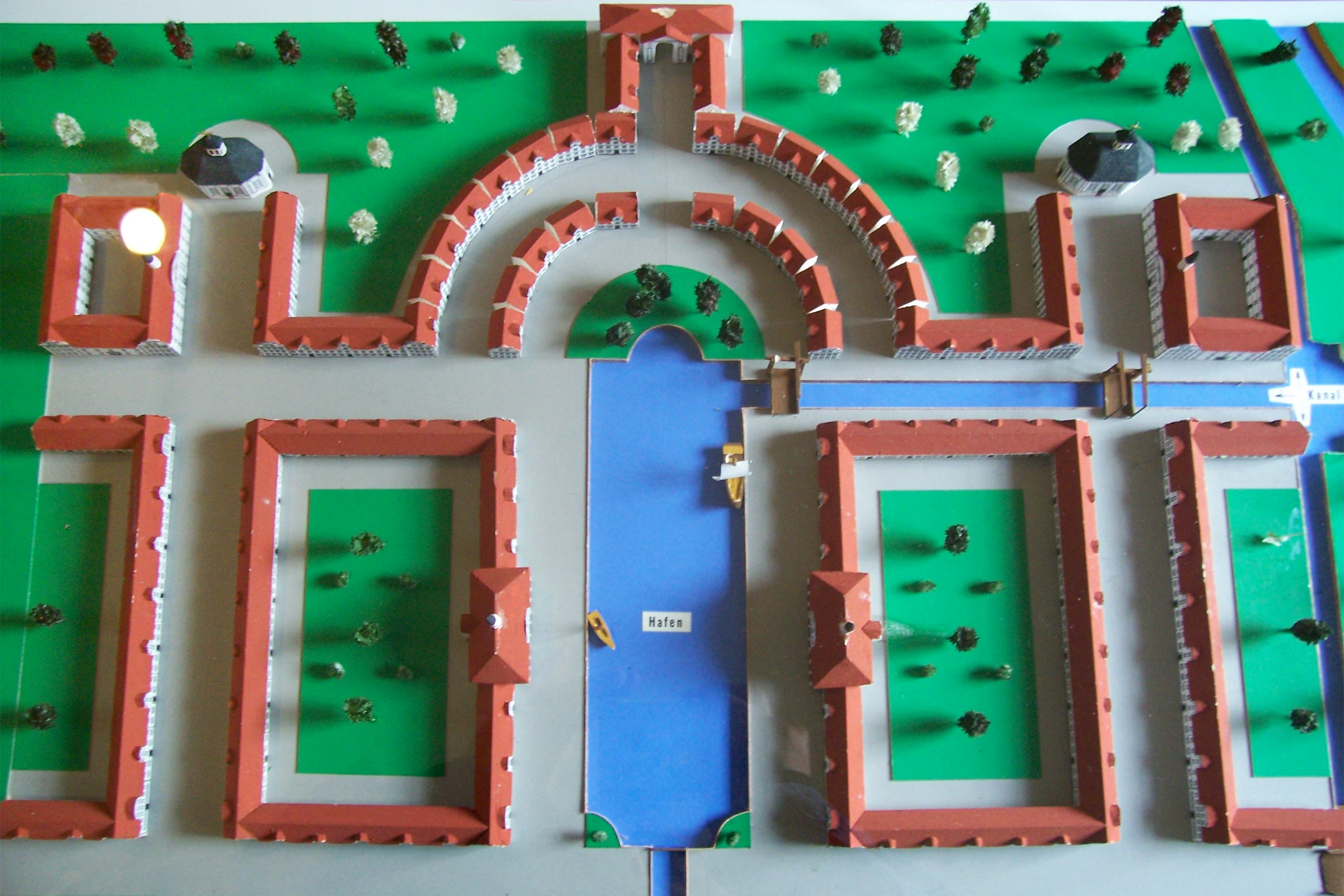
Stadtmodell der Planstadt Sieburg

Unter der Leitung Conradis entstand seit 1699 während der Herrschaft des regierenden Landgrafen Carl von Hessen-Kassel nach Plänen des Hofbaumeisters Paul du Ry am Zufluss von der Diemel in die Weser eine barocke Handelsstadt, mit dem Ziel, das Stapelrecht von Hann. Münden zu umgehen und sie mit einem Kanal an die Hauptstadt Kassel anzubinden. Die Stadt wurde mit verfolgten protestantischen Flüchtlingen aus Frankreich, Hugenotten und Waldensern, besiedelt.
Den Mittelpunkt der Planstadt bildete ein Hafenbecken, das durch eine Schleuse für die Handelsschifffahrt auf der Weser erreichbar war, durch einen Kanal zur Diemel mit Wasser gespeist wurde und über den Landgraf Carl Kanal zunächst mit Kassel und später mit dem Rhein verbunden werden sollte.
Friedrich Conradi entwarf unter anderem den „Gasthof zum Landgraf Carl“, in dem er selbst auch wohnte, das Pack- und Lagerhaus am Hafen, das in den Jahren 1715–1719 erbaut wurde und heute als Rathaus der Stadt genutzt wird und das „Invalidenhaus“ von 1704. Es diente bis 1918 der Unterbringung und Versorgung kriegsinvalider hessischer Soldaten und ihrer Familien, in der Kapelle fand Conradi 1750 seine letzte Ruhestätte.
Nach ihm ist die Conradistraße in Bad Karlshafen benannt.